# Список улиц Братска
В городе Братске Иркутской области существует более 500 улиц и площадей.
Братск не является компактным городом, в планировке представляет собой комплекс рассредоточенных жилых районов (ранее называвшихся посёлками). Административно город разделён на 3 территориальных округа, подразделяющихся на районы. В состав Центрального округа входят жилые районы: Порожский, Сосновый, Стениха, Центральный, Чекановский. В состав Падунского округа входят жилые районы: Бикей, Падун, Энергетик, Южный Падун. В состав Правобережного округа входят жилые районы: Гидростроитель, Осиновка, Сухой. Центральная часть города имеет микрорайонную планировку и разделена на 27 микрорайонов. Главной улицей города является проспект Ленина.

## Проспекты
- Бородинский, проспект (посёлок Сосновый)
- Ленина, проспект

## Бульвары
- Архитекторов, бульвар (посёлок Сосновый)
- Космонавтов, бульвар
- Орлова, бульвар (жилрайон Гидростроитель)
- Победы, бульвар
- Просвещения, бульвар (жилрайон Гидростроитель)
- Просвещения, бульвар (посёлок Сибтепломаш)
- Российский, бульвар (жилрайон Гидростроитель)
- Российский, бульвар (посёлок Сибтепломаш)
- Урманский, бульвар (жилрайон Гидростроитель)
- Урманский, бульвар (посёлок Сибтепломаш)

## Улицы
| 0—9 А Б В Г Д Е Ё Ж З И К Л М Н О П Р С Т У Ф Х Ц Ч Ш Щ Э Ю Я |

### 0—9
- 8 Марта, улица
- 20-го Партсъезда, улица (посёлок Порожский)
- 25-го Партсъезда, улица (жилрайон Бикей)
- 25-летия Братскгэсстроя, улица (жилрайон Падун)
- 40 лет Победы, улица
- 50 лет Октября, улица (посёлок Порожский)
- 70 лет Октября, улица (посёлок Стениха)
- 70 лет Октября, улица (жилрайон Сухой)

### А
- Авиационная, улица (посёлок Сосновый)
- Автомобильная, улица (посёлок Чекановский)
- Александровская, улица
- Алмазная, улица (микрорайон Северный)
- Алмазная, улица (жилрайон Южный Падун)
- Алтайская, улица (посёлок Сосновый)
- Алюминиевая, улица (посёлок Чекановский)
- Ангарская, улица (жилрайон Гидростроитель)
- Ангарская Экспедиция, улица (жилрайон Гидростроитель)
- Ангарстроя, улица (жилрайон Осиновка)
- Антоновская, улица (жилрайон Южный Падун)
- Апрельская, улица
- Арктическая, улица (микрорайон Северный)
- Арктическая, улица (жилрайон Южный Падун)
- Аэрофлотская, улица (микрорайон Северный)
- Аэрофлотская, улица (жилрайон Южный Падун)

### Б
- База КТС, улица (жилрайон Гидростроитель)
- Байкальская, улица (жилрайон Гидростроитель)
- Баминская, улица (жилрайон Южный Падун)
- Баргузинская, улица (посёлок Чекановский)
- Баркова, улица
- Баянская, улица (жилрайон Южный Падун)
- Береговая, улица (жилрайон Падун)
- Бетонная, улица (жилрайон Гидростроитель)
- Бикейская, улица (жилрайон Бикей)
- Бирюсинская, улица (посёлок Сосновый)
- Благовещенская, улица (посёлок Сосновый)
- Благодатная, улица (Нагорный)
- Благодатная, улица (жилрайон Сухой)
- Богучанская, улица (микрорайон Северный)
- Богучанская, улица (жилрайон Южный Падун)
- Борисовская, улица (Нагорный)
- Борисовская, улица (жилрайон Сухой)
- Боровая, улица
- Ботаническая, улица (посёлок Сосновый)
- Бразовская, улица
- Братское Взморье, улица (жилрайон Гидростроитель)
- Будённого, улица (посёлок Чекановский)
- Бурлова, улица
- Бурнинская, улица (жилрайон Гидростроитель)
- Бурнинская, улица (посёлок Сибтепломаш)

### В
- Васильковая, улица (жилрайон Гидростроитель)
- Васильковая, улица (посёлок Сибтепломаш)
- Вересковая, улица (посёлок Сосновый)
- Верхняя, улица
- Весенняя, улица (жилрайон Падун)
- Вешних Вод, улица (посёлок Сосновый)
- Взлётная, улица (микрорайон Северный)
- Взлётная, улица (жилрайон Южный Падун)
- Видимская, улица (жилрайон Осиновка)
- Видная, улица (посёлок Сосновый Бор)
- Видная, улица (жилрайон Энергетик)
- Вихоревская, улица (жилрайон Падун)
- Вознесенская, улица (посёлок Сосновый)
- Возрождения, улица
- Воинов-Интернационалистов, улица (жилрайон Энергетик)
- Вокзальная, улица (жилрайон Гидростроитель)
- Волжская, улица (посёлок Сосновый)
- Володарского, улица
- Ворошилова, улица (жилрайон Гидростроитель)

### Г
- Гагарина, улица
- Газовиков, улица (Нагорный)
- Газовиков, улица (жилрайон Сухой)
- Гайнулина, улица (жилрайон Гидростроитель)
- Геологическая, улица (жилрайон Сухой)
- Геологов, улица (жилрайон Падун)
- Геофизическая, улица (жилрайон Осиновка)
- Гидромонтажная, улица (жилрайон Гидростроитель)
- Гидростроителей, улица (жилрайон Падун)
- Гиланская, улица (жилрайон Южный Падун)
- Гиндина, улица (жилрайон Энергетик)
- Глубокая, улица (Нагорный)
- Глубокая, улица (жилрайон Сухой)
- Горбунова, улица (жилрайон Энергетик)
- Городская, улица
- Горького, улица (жилрайон Гидростроитель)
- Гравийная, улица
- Градостроителей, улица
- Гражданская, улица
- Грибная, улица (посёлок Чекановский)
- Грибоедова, улица (жилрайон Гидростроитель)
- Громовская, улица (жилрайон Южный Падун)
- Гурьевская, улица

### Д
- Дальневосточная, улица (жилрайон Гидростроитель)
- Дальняя, улица (жилрайон Осиновка)
- Дачная, улица (жилрайон Падун)
- Декабристов, улица (жилрайон Падун)
- Деповская, улица (жилрайон Осиновка)
- Депутатская, улица
- Дзержинского, улица
- Дивногорская, улица
- Док-Городок, улица (посёлок Чекановский)
- Доковская, улица (жилрайон Осиновка)
- Долголужская, улица (жилрайон Южный Падун)
- Донская, улица (посёлок Сосновый)
- Дорожная, улица (посёлок Стениха)
- Дорожная, улица (посёлок Чекановский)
- Дружбы, улица
- Душистая, улица (посёлок Сосновый Бор)
- Душистая, улица (жилрайон Энергетик)

### Е
- Еланская, улица (Нагорный)
- Еланская, улица (жилрайон Сухой)
- Еловая, улица (жилрайон Сухой)
- Енисейская, улица (жилрайон Гидростроитель)
- Ермака, улица (посёлок Чекановский)
- Есенина, улица

### Ж
- Железногорская, улица (жилрайон Осиновка)
- Железнодорожная, улица (станция Моргудон)
- Железнодорожная, улица (жилрайон Осиновка)
- Железнодорожная, улица (посёлок Чекановский)
- Живописная, улица (микрорайон Северный)
- Живописная, улица (жилрайон Южный Падун)
- Жуковского, улица
- Журавлиная, улица (посёлок Сосновый)

### З
- Заверняйка, улица (жилрайон Южный Падун)
- Заводская, улица (жилрайон Гидростроитель)
- Загородная, улица (жилрайон Бикей)
- Заповедная, улица (жилрайон Гидростроитель)
- Заповедная, улица (посёлок Сибтепломаш)
- Заречная, улица (посёлок Чекановский)
- Заярская, улица (жилрайон Осиновка)
- Звенигородская, улица (Нагорный)
- Звенигородская, улица (жилрайон Сухой)
- Зверева, улица (жилрайон Энергетик)
- Земляничная, улица (посёлок Сосновый Бор)
- Земляничная, улица (жилрайон Энергетик)
- Зиминская, улица (микрорайон Северный)
- Зиминская, улица (жилрайон Южный Падун)
- Зорминская, улица (жилрайон Южный Падун)
- Зябская, улица (жилрайон Осиновка)

### И
- Иванова, улица (жилрайон Энергетик)
- Изумрудная, улица (посёлок Сосновый)
- Илимская, улица (жилрайон Осиновка)
- Ильинская, улица (жилрайон Южный Падун)
- Иркутская, улица (жилрайон Осиновка)
- Исаковская, улица (жилрайон Южный Падун)

### К
- Кадинская, улица (жилрайон Южный Падун)
- Казачья, улица (жилрайон Гидростроитель)
- Казачья, улица (посёлок Сибтепломаш)
- Калининская, улица (жилрайон Осиновка)
- Калиновая, улица (жилрайон Гидростроитель)
- Калужская, улица (жилрайон Осиновка)
- Каменская, улица
- Камская, улица (жилрайон Гидростроитель)
- Камчатская, улица (жилрайон Сухой)
- Карла Маркса, улица
- Каховская, улица (жилрайон Гидростроитель)
- Каштакская, улица (жилрайон Южный Падун)
- Кежемская, улица (жилрайон Осиновка)
- Кирзавод, улица (посёлок Чекановский)
- Кирова, улица
- Кленовая, улица
- Клубная, улица (жилрайон Падун)
- Кольцевая, улица (микрорайон Северный)
- Кольцевая, улица (жилрайон Южный Падун)
- Коммунальная, улица
- Комсомольская, улица
- Коньшакова, улица (жилрайон Падун)
- Коршуновская, улица (жилрайон Осиновка)
- Косаченко, улица
- Котельная, улица (жилрайон Падун)
- Краснодарская, улица (жилрайон Гидростроитель)
- Красной Звезды, улица
- Красноярская, улица (жилрайон Осиновка)
- Крестьянская, улица (жилрайон Гидростроитель)
- Крестьянская, улица (посёлок Сибтепломаш)
- Крещенская, улица
- Крупской, улица
- Кубанская, улица (посёлок Сосновый)
- Куйбышевская, улица (жилрайон Осиновка)
- Куйтунская, улица (посёлок Сосновый)
- Кулучаевская, улица (жилрайон Южный Падун)
- Курортная, улица
- Курчатова, улица
- Кутузовская, улица

### Л
- Лазаревская, улица
- Ленинская, улица (жилрайон Бикей)
- Ленская, улица (жилрайон Осиновка)
- Лермонтова, улица (жилрайон Гидростроитель)
- Лескова, улица (жилрайон Гидростроитель)
- Лесная, улица (посёлок Порожский)
- Лесная, улица (посёлок Стениха)
- Лесная, улица (жилрайон Южный Падун)
- Лесозаводская, улица (жилрайон Бикей)
- Лесорубов, улица (жилрайон Бикей)
- Лесохимиков, улица
- Линейная, улица (жилрайон Падун)
- Линия Квартальная, улица (жилрайон Осиновка)
- Литейная, улица (посёлок Чекановский)
- Лозовая, улица
- Ломоносова, улица
- Луговая, улица (посёлок Сосновый Бор)
- Луговая, улица (жилрайон Энергетик)
- Лужки, улица (жилрайон Осиновка)
- Лучихинская, улица (жилрайон Сухой)

### М
- Магистральная, улица (посёлок Сосновый)
- Макаренко, улица (жилрайон Энергетик)
- Малахитовая, улица
- Мало-Амурская, улица (жилрайон Гидростроитель)
- Мало-Ангарская, улица (жилрайон Гидростроитель)
- Мало-Енисейская, улица (жилрайон Гидростроитель)
- Малышева, улица
- Мамырская, улица (жилрайон Южный Падун)
- Манежная, улица (жилрайон Гидростроитель)
- Манежная, улица (посёлок Сибтепломаш)
- Маральская, улица (жилрайон Южный Падун)
- Марии Ульяновой, улица (посёлок Чекановский)
- Мариинская, улица (посёлок Сосновый)
- Марсовая, улица (посёлок Сосновый)
- Маршала Жукова, улица
- Маяковского, улица (жилрайон Гидростроитель)
- Металлургов, улица
- Метельная, улица
- Мехколонна 163, улица (жилрайон Осиновка)
- Мехколонна 164, улица (жилрайон Осиновка)
- Мечтателей, улица (жилрайон Энергетик)
- Минеральная, улица (посёлок Сосновый)
- Мира, улица
- Михайловская, улица (жилрайон Южный Падун)
- Михеевская, улица (Нагорный)
- Михеевская, улица (жилрайон Сухой)
- Мичурина, улица
- Молодёжная, улица (жилрайон Гидростроитель)
- Молодёжная, улица (жилрайон Падун)
- Монастырская, улица (жилрайон Южный Падун)
- Морская, улица (посёлок Порожский)
- Москалёвская, улица (жилрайон Южный Падун)
- Московская, улица (жилрайон Осиновка)
- Мостовая, улица (жилрайон Падун)
- Мраморная, улица (микрорайон Северный)
- Мраморная, улица (жилрайон Южный Падун)
- Муханова, улица

### Н
- Набережная, улица (жилрайон Падун)
- Нагорная, улица (посёлок Порожский)
- Надежды, улица (жилрайон Падун)
- Наймушина, улица (жилрайон Энергетик)
- Некрасова, улица (жилрайон Гидростроитель)
- Нефтяников, улица (жилрайон Сухой)
- Нижне-Бетонная, улица (жилрайон Гидростроитель)
- Нижняя, улица
- Низовая, улица (жилрайон Падун)
- Новаторская, улица (Нагорный)
- Новаторская, улица (жилрайон Сухой)
- Новая, улица (жилрайон Бикей)
- Новосибирская, улица (жилрайон Гидростроитель)

### О
- Обручева, улица
- Овражная, улица (жилрайон Гидростроитель)
- Огородная, улица (жилрайон Падун)
- Окружная, улица
- Октябрьская, улица (посёлок Чекановский)
- Олимпийская, улица (жилрайон Энергетик)
- Омулёвая, улица (жилрайон Гидростроитель)
- Омулёвая, улица (посёлок Сибтепломаш)
- Орджоникидзе, улица (жилрайон Бикей)
- Ореховая, улица (посёлок Чекановский)
- Орсовская, улица (жилрайон Падун)
- Осиновская, улица (жилрайон Осиновка)
- Островского, улица (жилрайон Гидростроитель)

### П
- Парковая, улица
- 2-я Парковая, улица (жилрайон Падун)
- Пасечная, улица (посёлок Сосновый)
- Педагогическая, улица (посёлок Сосновый)
- Первомайская, улица (жилрайон Гидростроитель)
- Первопроходцев, улица (посёлок Чекановский)
- Песчаная, улица (жилрайон Падун)
- Пионерская, улица
- Пирогова, улица (жилрайон Энергетик)
- Пихтовая, улица
- Пихтовая, улица (станция Моргудон)
- Планерная, улица (микрорайон Северный)
- Погодаева, улица (жилрайон Энергетик)
- Подбельского, улица
- Подвыездная, улица (жилрайон Гидростроитель)
- Подвыездная, улица (посёлок Сибтепломаш)
- Покровская, улица
- Полевая, улица (жилрайон Бикей)
- Полевая, улица (жилрайон Падун)
- Популярная, улица (микрорайон Северный)
- Популярная, улица (жилрайон Южный Падун)
- Почтовая, улица (посёлок Чекановский)
- Прибрежная, улица (посёлок Чекановский)
- Привокзальная, улица (жилрайон Осиновка)
- Привольная, улица (посёлок Сосновый)
- Придорожная, улица (жилрайон Бикей)
- Приморская, улица (жилрайон Энергетик)
- Приречная, улица (жилрайон Бикей)
- Приречная, улица (жилрайон Сухой)
- Пролетарская, улица (жилрайон Падун)
- Промышленная, улица (жилрайон Осиновка)
- Просторная, улица (посёлок Сосновый)
- Профсоюзная, улица (жилрайон Бикей)
- Прохладная, улица (микрорайон Северный)
- Прохладная, улица (жилрайон Южный Падун)
- Пугачёва, улица
- Путевая, улица (жилрайон Падун)
- Пушкина, улица (жилрайон Гидростроитель)

### Р
- 1-я Радиальная, улица
- 2-я Радиальная, улица
- 3-я Радиальная, улица
- 4-я Радиальная, улица
- Радищева, улица (жилрайон Гидростроитель)
- Радонежская, улица (посёлок Сосновый)
- Радужная, улица (посёлок Сосновый)
- Раздольная, улица (жилрайон Гидростроитель)
- Раздольная, улица (посёлок Сибтепломаш)
- Речная, улица (посёлок Чекановский)
- Ровесников, улица
- Родниковая, улица (жилрайон Гидростроитель)
- Родниковая, улица (посёлок Сибтепломаш)
- Рождественская, улица (жилрайон Гидростроитель)
- Рождественская, улица (посёлок Сибтепломаш)
- Романтиков, улица (жилрайон Бикей)
- Рудничная, улица (жилрайон Осиновка)
- Русская, улица (посёлок Сосновый Бор)
- Русская, улица (жилрайон Энергетик)
- Ручейная, улица (жилрайон Бикей)
- Ручейная, улица (жилрайон Гидростроитель)
- Рыбацкая, улица (жилрайон Гидростроитель)
- Рыбацкая, улица (посёлок Сибтепломаш)
- Рябикова, улица
- Рябиновая, улица
- Рязанская, улица

### С
- Садовая, улица (жилрайон Падун)
- Саянская, улица (жилрайон Бикей)
- Свердлова, улица
- Светлая, улица (жилрайон Осиновка)
- Светлая, улица (посёлок Сосновый)
- Свирская, улица (жилрайон Осиновка)
- Свободная, улица (посёлок Сосновый Бор)
- Свободная, улица (жилрайон Энергетик)
- Свободы, улица (жилрайон Падун)
- Связистов, улица (жилрайон Сухой)
- Святинская, улица (жилрайон Южный Падун)
- Северная, улица (посёлок Чекановский)
- Северный Артек, улица
- Селендинская, улица (микрорайон Северный)
- Селендинская, улица (жилрайон Южный Падун)
- Серебряная, улица
- Сибирская, улица (посёлок Порожский)
- Синицы, улица (жилрайон Падун)
- Сиреневая, улица (жилрайон Гидростроитель)
- Сиреневая, улица (посёлок Сибтепломаш)
- Складская, улица (жилрайон Падун)
- Славянская, улица (микрорайон Северный)
- Славянская, улица (жилрайон Южный Падун)
- Сластенко, улица (жилрайон Падун)
- Смоленская, улица (жилрайон Осиновка)
- СМП-673, улица (жилрайон Осиновка)
- Снежная, улица
- Советская, улица
- Советская, улица (жилрайон Бикей)
- Советская, улица (посёлок Стениха)
- Совхозная, улица (жилрайон Бикей)
- Солдатовская, улица (жилрайон Осиновка)
- Солнечная, улица (жилрайон Энергетик)
- Сосновая, улица (жилрайон Гидростроитель)
- Социалистическая, улица (жилрайон Сухой)
- Спасская, улица
- Спортивная, улица (жилрайон Осиновка)
- Средняя, улица (посёлок Чекановский)
- Ставропольская, улица (жилрайон Гидростроитель)
- 1-я Стадионная, улица (жилрайон Падун)
- 2-я Стадионная, улица (жилрайон Падун)
- Станция Пурсей, улица (жилрайон Падун)
- Строительная, улица (посёлок Стениха)
- Строительная, улица (посёлок Чекановский)
- Студенческая, улица (жилрайон Энергетик)
- СТЭМИ, улица (жилрайон Осиновка)

### Т
- 1-я Таёжная, улица (жилрайон Падун)
- 2-я Таёжная, улица (жилрайон Падун)
- 3-я Таёжная, улица (жилрайон Падун)
- Тайшетская, улица (жилрайон Осиновка)
- Татевосова, улица (жилрайон Сухой)
- Ташкентская, улица (жилрайон Сухой)
- Ташлыковская, улица (жилрайон Южный Падун)
- Темьская, улица (микрорайон Северный)
- Темьская, улица (жилрайон Южный Падун)
- Тепляшинская, улица (жилрайон Южный Падун)
- Тернистая, улица
- Терновая, улица (посёлок Сосновый)
- Тимирязева, улица (жилрайон Сухой)
- Тирская, улица (жилрайон Южный Падун)
- Томская, улица (жилрайон Осиновка)
- Тополиная, улица (посёлок Сосновый)
- Торопская, улица (жилрайон Южный Падун)
- Трактовая, улица (жилрайон Осиновка)
- Транспортная, улица (жилрайон Падун)
- Троицкая, улица
- Труда, улица (жилрайон Сухой)
- Тулунская, улица (жилрайон Осиновка)
- Тургенева, улица (жилрайон Гидростроитель)
- Тэнгинская, улица (жилрайон Южный Падун)

### У
- Удьбинская, улица (жилрайон Южный Падун)
- Усольская, улица (жилрайон Осиновка)
- Успенская, улица (посёлок Сосновый)
- Уссурийская, улица (посёлок Сосновый)

### Ф
- Фестивальная, улица (жилрайон Бикей)
- Физкультурная, улица (посёлок Чекановский)
- Флотская, улица (жилрайон Падун)

### Х
- Хабарова, улица (жилрайон Падун)
- Хвойная, улица (жилрайон Осиновка)
- Холоднова, улица (жилрайон Энергетик)
- Художественная, улица (микрорайон Северный)
- Художественная, улица (жилрайон Южный Падун)

### Ц
- Цветочная, улица
- Целинная, улица (микрорайон Северный)
- Целинная, улица (жилрайон Южный Падун)
- Центральная, улица (жилрайон Осиновка)
- Циолковского, улица

### Ч
- Чамская, улица (жилрайон Южный Падун)
- Чапаева, улица (жилрайон Падун)
- Чернореченская, улица (жилрайон Южный Падун)
- Чехова, улица (жилрайон Гидростроитель)
- Чунская, улица (жилрайон Осиновка)

### Ш
- Шаманского, улица
- Школьная, улица (посёлок Сосновый)
- Школьная, улица (посёлок Чекановский)
- Шолохова, улица (жилрайон Гидростроитель)
- Шумиловская, улица (жилрайон Южный Падун)

### Э
- Энгельса, улица
- 1-я Энергетическая, улица (жилрайон Падун)
- 2-я Энергетическая, улица (жилрайон Падун)
- 3-я Энергетическая, улица (жилрайон Падун)
- Энтузиастов, улица (жилрайон Гидростроитель)

### Ю
- Юбилейная, улица (жилрайон Бикей)
- Юбилейная, улица (жилрайон Энергетик)
- Юго-Западная, улица (жилрайон Падун)
- Южная, улица
- Южная, улица (посёлок Стениха)
- Юности, улица

### Я
- Янгеля, улица
- Янтарная, улица
- Яровая, улица
- Ясеневая, улица (посёлок Сосновый)

## Переулки
- Анзебинский, переулок (посёлок Чекановский)
- Багульный, переулок (жилрайон Гидростроитель)
- 1-й Безымянный, переулок
- 2-й Безымянный, переулок
- 3-й Безымянный, переулок
- Берёзовый, переулок (посёлок Чекановский)
- Бирюзовый, переулок (посёлок Сосновый)
- Больничный, переулок (посёлок Чекановский)
- Бородинский, переулок (посёлок Сосновый)
- Братский, переулок (жилрайон Падун)
- Брусничный, переулок (посёлок Сосновый)
- Верхний, переулок
- Водопроводный, переулок (жилрайон Осиновка)
- Водосточный, переулок (посёлок Порожский)
- 1-й Восточный, переулок (жилрайон Гидростроитель)
- 2-й Восточный, переулок (жилрайон Гидростроитель)
- 3-й Восточный, переулок (жилрайон Гидростроитель)
- Геологов, переулок (жилрайон Падун)
- Горный, переулок (жилрайон Падун)
- Гранитный, переулок (посёлок Сосновый)
- Грунтовый, переулок (посёлок Сосновый)
- 1-й Дальний, переулок
- 2-й Дальний, переулок
- Деповский, переулок (посёлок Чекановский)
- Дубынинский, переулок (жилрайон Падун)
- Дунайский, переулок (посёлок Порожский)
- Западный, переулок (жилрайон Гидростроитель)
- Заярский, переулок (жилрайон Осиновка)
- 2-й Звёздный, переулок (жилрайон Гидростроитель)
- Золотистый, переулок
- Индивидуальный, переулок (жилрайон Бикей)
- Карнавальный, переулок (посёлок Сосновый)
- Карьерный, переулок (посёлок Чекановский)
- Кедровый, переулок (посёлок Чекановский)
- Киевский, переулок (посёлок Порожский)
- Ключевой, переулок (посёлок Порожский)
- Коломенский, переулок (Нагорный)
- Коломенский, переулок (жилрайон Сухой)
- Колоритный, переулок (посёлок Сосновый)
- Колхозный, переулок (жилрайон Гидростроитель)
- 1-й Коммунальный, переулок (жилрайон Гидростроитель)
- 2-й Коммунальный, переулок (жилрайон Гидростроитель)
- 3-й Коммунальный, переулок (жилрайон Гидростроитель)
- 4-й Коммунальный, переулок (жилрайон Гидростроитель)
- 3-й Кооперативный, переулок (жилрайон Гидростроитель)
- 1-й Красноармейский, переулок (жилрайон Падун)
- 2-й Красноармейский, переулок (жилрайон Падун)
- Крещенский, переулок
- Кузнецкий, переулок (посёлок Сосновый)
- Лазо, переулок (жилрайон Падун)
- Лазурный, переулок (жилрайон Падун)
- 1-й Лесной, переулок (жилрайон Гидростроитель)
- 2-й Лесной, переулок (жилрайон Гидростроитель)
- 3-й Лесной, переулок (жилрайон Гидростроитель)
- Лесной, переулок (посёлок Чекановский)
- 1-й Линейный, переулок (жилрайон Падун)
- 2-й Линейный, переулок (жилрайон Падун)
- Лиственичный, переулок (посёлок Чекановский)
- Лужки, переулок (жилрайон Осиновка)
- Лунный, переулок (жилрайон Сухой)
- 1-й Лучевой, переулок
- 2-й Лучевой, переулок
- 3-й Лучевой, переулок
- 4-й Лучевой, переулок
- 5-й Лучевой, переулок
- 1-й Майский, переулок
- 2-й Майский, переулок
- Малиновый, переулок
- Мелодичный, переулок (посёлок Сосновый)
- 1-й Милицейский, переулок (жилрайон Гидростроитель)
- 2-й Милицейский, переулок (жилрайон Гидростроитель)
- Морозный, переулок (микрорайон Северный)
- Морозный, переулок (жилрайон Южный Падун)
- Моховый, переулок (посёлок Чекановский)
- Нагорный, переулок (посёлок Чекановский)
- Новосёлов, переулок (посёлок Чекановский)
- Новый, переулок
- Новый, переулок (жилрайон Гидростроитель)
- Озёрный, переулок (посёлок Чекановский)
- Октябрьский, переулок (жилрайон Гидростроитель)
- Ольховый, переулок (посёлок Чекановский)
- Оружейный, переулок (посёлок Сосновый)
- 1-й Осиновский, переулок (жилрайон Гидростроитель)
- 2-й Осиновский, переулок (жилрайон Гидростроитель)
- 3-й Осиновский, переулок (жилрайон Гидростроитель)
- 4-й Осиновский, переулок (жилрайон Гидростроитель)
- 1-й Падунский, переулок (жилрайон Гидростроитель)
- 2-й Падунский, переулок (жилрайон Гидростроитель)
- 3-й Падунский, переулок (жилрайон Гидростроитель)
- 4-й Падунский, переулок (жилрайон Гидростроитель)
- Первомайский, переулок (посёлок Порожский)
- Песчаный, переулок (жилрайон Осиновка)
- 1-й Полярный, переулок (жилрайон Гидростроитель)
- 2-й Полярный, переулок (жилрайон Гидростроитель)
- 3-й Полярный, переулок (жилрайон Гидростроитель)
- 4-й Полярный, переулок (жилрайон Гидростроитель)
- Профсоюзный, переулок (жилрайон Гидростроитель)
- Пурсей, переулок (жилрайон Падун)
- Пчелиный, переулок (посёлок Сосновый)
- 1-й Рабочий, переулок (жилрайон Падун)
- 2-й Рабочий, переулок (жилрайон Падун)
- 3-й Рабочий, переулок (жилрайон Падун)
- Райский, переулок
- Ракитный, переулок
- Рудничный, переулок (жилрайон Осиновка)
- Светлый, переулок
- 1-й Свирский, переулок (жилрайон Гидростроитель)
- 2-й Свирский, переулок (жилрайон Гидростроитель)
- 3-й Свирский, переулок (жилрайон Гидростроитель)
- 4-й Свирский, переулок (жилрайон Гидростроитель)
- Святский, переулок
- 1-й Северный, переулок (жилрайон Гидростроитель)
- 2-й Северный, переулок (жилрайон Гидростроитель)
- 3-й Северный, переулок (жилрайон Гидростроитель)
- 4-й Северный, переулок (жилрайон Гидростроитель)
- Скальный, переулок (посёлок Чекановский)
- Слюдяной, переулок
- Снегопадный, переулок
- Соколиный, переулок (посёлок Сосновый)
- Солдатовский, переулок (жилрайон Осиновка)
- Соловьиный, переулок (посёлок Сосновый)
- Сосновый, переулок (жилрайон Падун)
- Спортивный, переулок
- Средний, переулок
- Станционный, переулок (жилрайон Падун)
- Стрелковый, переулок (посёлок Сосновый)
- Сухой, переулок (жилрайон Гидростроитель)
- Трактовый, переулок (жилрайон Осиновка)
- Уральский, переулок (посёлок Порожский)
- Фигурный, переулок (посёлок Сосновый)
- Физкультурный, переулок (посёлок Сосновый)
- Хвойный, переулок (посёлок Чекановский)
- 1-й Химлесхозовский, переулок (жилрайон Падун)
- 2-й Химлесхозовский, переулок (жилрайон Падун)
- 3-й Химлесхозовский, переулок (жилрайон Падун)
- 4-й Химлесхозовский, переулок (жилрайон Падун)
- 5-й Химлесхозовский, переулок (жилрайон Падун)
- 6-й Химлесхозовский, переулок (жилрайон Падун)
- 1-й Черемховский, переулок (жилрайон Гидростроитель)
- 2-й Черемховский, переулок (жилрайон Гидростроитель)
- Черёмуховый, переулок (посёлок Чекановский)
- Чкалова, переулок (посёлок Порожский)
- Чугунный, переулок (посёлок Сосновый)
- Чугунный, переулок (посёлок Чекановский)
- Школьный, переулок (посёлок Порожский)
- Юный, переулок (жилрайон Падун)
- Яблоневый, переулок

## Проезды
- Индустриальный, проезд
- Стройиндустрии, проезд (жилрайон Энергетик)

## Тупики
- Крылатый, тупик